# Basim Qasim
Basim Qasim Hamdan (22 de março de 1959) é um ex-futebolista e treinador iraquiano, que atuava como meia.

## Carreira
Basim Qasim fez parte do elenco da histórica Seleção Iraquiana de Futebol da Copa do Mundo de 1986 